# Xabier Fernández
Xabier Fernández Gaztañaga (ur. 19 października 1976) – hiszpański żeglarz sportowy, dwukrotny medalista olimpijski.
Startuje w klasie 49er. Brał udział w dwóch igrzyskach (IO 04, IO 08), na obu zdobywał medale. Triumfował w 2004, był drugi cztery lata później. Podczas obu startów partnerował mu Iker Martínez. W 2002, 2004 i 2010 byli mistrzami świata (srebro w 2001), trzy razy zostawali mistrzem Europy (2002, 2007, 2008), raz wicemistrzem (2001), a w 2003 zajęli trzecie miejsce.